# Rukavicový fetišismus

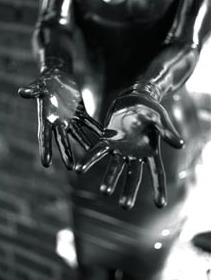

Rukavicový fetišismus je druhem sexuálního fetišismu, kdy je osoba sexuálně přitahování rukavicemi na svých nebo cizích rukou. V některých případech je fetiš rozšířen o materiál rukavic (např. kůže, bavlna, latex, satén nebo nylon). Často jsou činnosti prováděné rukama oblečenýma v rukavicích stejně vzrušující jako rukavice samotné, protože rukavice jsou vlastně druhou kůží, nebo jinak řečeno, fetišistická náhražka vlastní kůže toho, kdo má rukavice oblečeny. Jemné pohyby prstů v rukavicích nebo i celé ruky poskytuje příslušné osobě velký vizuální podnět a v důsledku toho i sexuální vzrušení. Akt natahování rukavic nebo jejich svlékání z rukou může být také zdrojem rukavicově fetišové fantazie.
Někteří rukavicoví fetišisté preferují určité délky rukavic, například "operové" (dlouhé) nebo jen s manžetou. Někteří je mají také v oblibě jako součást celého oblečení, například zdravotní sestry, policistky nebo francouzské děvečky.
Kromě vzhledu rukavic, některé osoby je využívají (samy sobě nebo od jiných) jako formu sexuální stimulace. Nejčastěji se k tomuto účelu používají latexové rukavice, například lékařské vyšetřovací, někdo preferuje gumové rukavice pro domácnost. Přitažlivost rukavic pro domácnost může spočívat v jejich barevnosti, avšak mohou poskytnout i to, co latexové rukavice nemohou. Jsou tlustší, o něco více u nich záleží, k čemu jsou určeny.